# Schuhhof 5 (Quedlinburg)

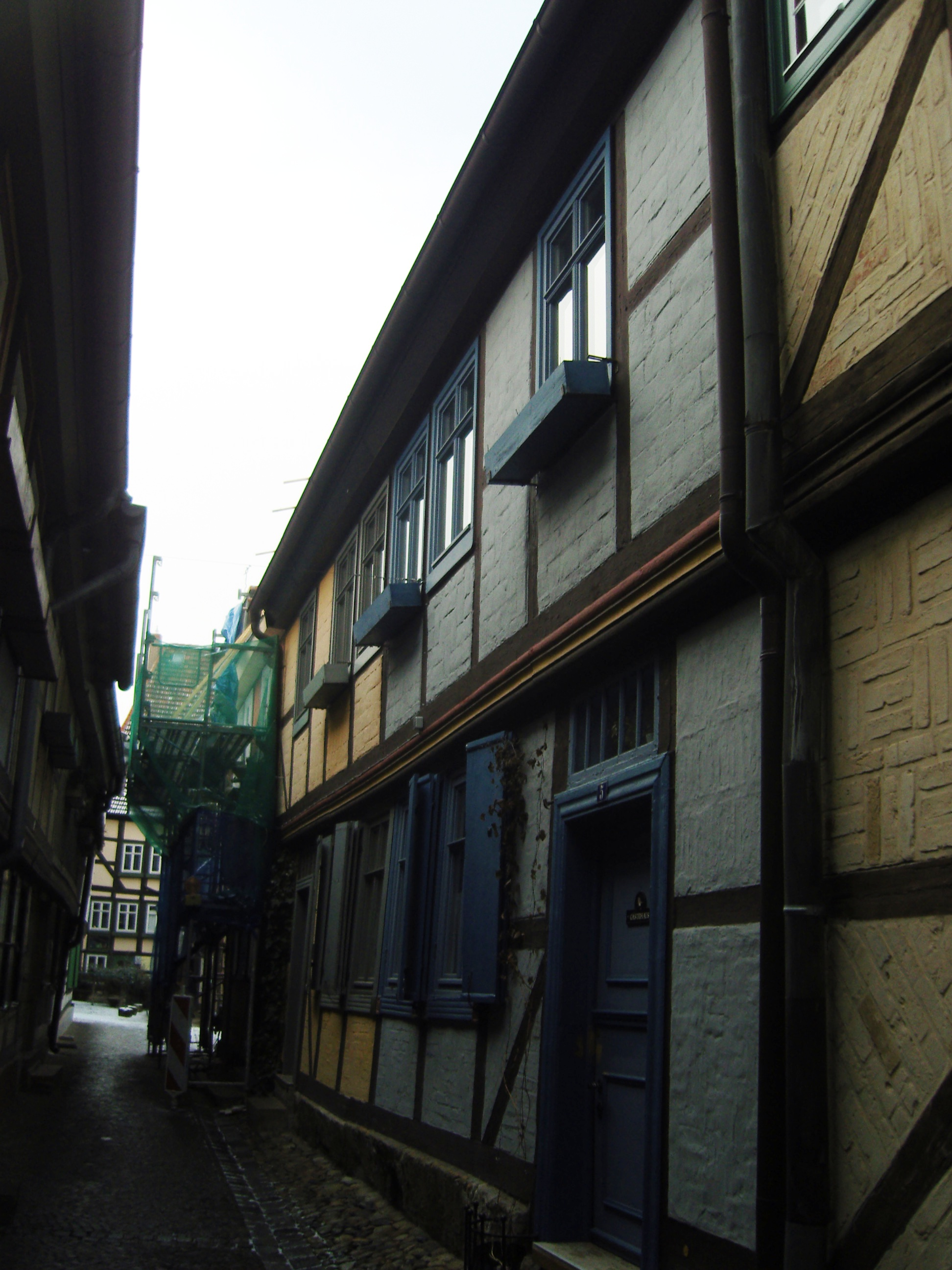
Haus Schuhhof 5

Das Haus Schuhhof 5 ist ein denkmalgeschütztes Gebäude in der Stadt Quedlinburg in Sachsen-Anhalt.

## Lage
Es befindet sich in einer kleinen Gasse östlich des Quedlinburger Marktplatzes.

## Architektur und Geschichte
Es ist im Quedlinburger Denkmalverzeichnis als Handwerkerhaus eingetragen und gehört zum UNESCO-Weltkulturerbe. Das kleine Fachwerkhaus entstand in der Zeit um 1760 und diente sowohl als Wohnung und Werkstatt. Die Fachwerkfassade ist mit einer Profilbohle verziert. Die Gefache sind mit Zierausmauerungen versehen.